# Clavaria oronoensis
Clavaria oronoensis är en svampart som beskrevs av R.H. Petersen & Litten 1989. Clavaria oronoensis ingår i släktet Clavaria och familjen fingersvampar
.   Inga underarter finns listade i Catalogue of Life.